# NGC 3256
NGC 3256 este o interacțiune de galaxii situată în constelația Velele. A fost descoperită în 15 martie 1836 de către John Herschel. Se află la o distanță de 40,1 de megaparseci de Pământ.